# Karaktärsart

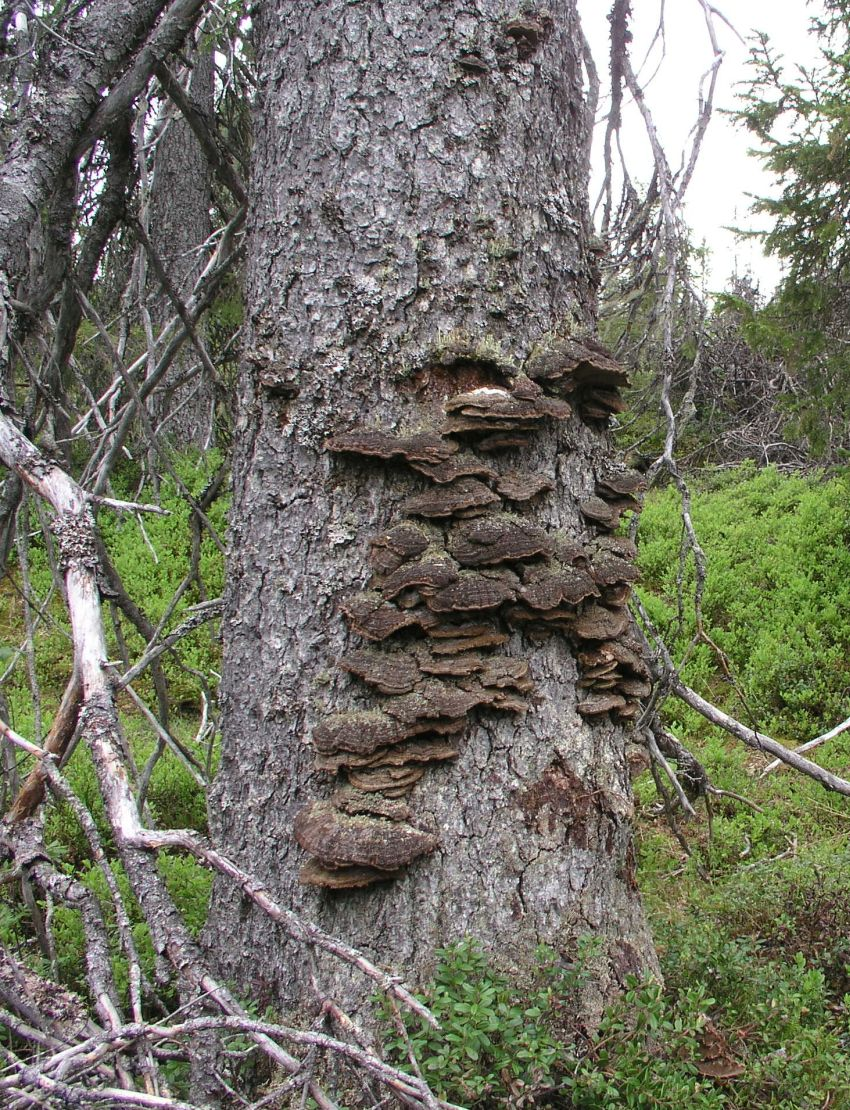
Granticka, karaktärsart i grannaturskog.

En karaktärsart är en art som är karakteristisk för en viss naturtyp. Med detta menas att arten ska vara naturligt förekommande i och utmärkande för naturtypen, samt vanlig i naturtypen. Det vill säga en karaktärsart ska ha en tydlig koppling till naturtypen. Till exempel kan granticka sägas vara en karaktärsart för naturtypen grannaturskog. Detta då den behöver kontinuitet i granbeståndet (i den meningen att det alltid finns en viss andel äldre granar och död ved i beståndet) och inte trivs i granbestånd av ren produktionskaraktär (bestånd där det bara finns granar i samma ålder eller bara unga granar och lite död ved, bestånd som efter avverkning blir kalhyggen).